# 托勒密二世
托勒密二世「恋姊妹者」（前308/309年－前246年1月28日），托勒密埃及的第二位法老和國王（前284年—前246年在位）。他的父親托勒密一世「救主」曾是馬其頓帝國亞歷山大大帝的將領，後來在亞歷山大逝世後建立托勒密王國，母后为贝勒尼基一世，亦是出身馬其頓貴族。在托勒密二世統治期間，亞歷山卓宮廷在物質上以及文藝上的富麗堂皇達到最高峰，他力倡亞歷山卓博學院和亞歷山卓圖書館，大力資助科學與藝術發展，使亞歷山卓成為希臘化世界的經濟、藝術、學識等文化中心。
除此之外，托勒密二世的外交政策富有侵略性和擴張性，他積極對外擴張，並把軍力投射到愛琴海和黎凡特一帶，他的艦隊也相當強大，在東地中海建立托勒密的海上霸權，導致另外兩個主要希臘化大國安提柯馬其頓和塞琉古帝國不得不聯手對付他。從前274年到前272年，托勒密埃及與死敵塞琉古帝國爆發第一次敘利亞戰爭，奪取了奇里乞亞和卡里亞沿海城市和地區，儘管後來同父異母兄長馬加斯兵變，自立為王，使國家失去了昔蘭尼加。在前267年—前261年間，托勒密介入了希臘的克里莫尼迪茲戰爭，為了爭奪愛琴海一帶對抗安提柯馬其頓，但遭到一連串的挫敗。而後與塞琉古帝國在前260—253年發生的第二次敘利亞戰爭更是失去了之前第一次戰爭獲得的領土。

## 家庭與早年
托勒密二世是父親托勒密一世與第三任妻子貝勒尼基一世所生的兒子，當父親在第四次繼業者戰爭中率軍遠征希臘和愛琴海時，托勒密二世於前309/308年在科斯島出生。托勒密二世有兩個同父同母的姊妹阿爾西諾伊二世和弗蘿特菈。托勒密二世有許多同父異母、同母異父的兄弟姊妹，如托勒密一世與歐律狄刻所生的兒子托勒密·克勞諾斯、墨勒阿革洛斯，他們先後成為馬其頓國王 。又如母后貝勒尼基一世與前夫所生的兄長馬加斯、姊姊安提戈涅、姊姊特俄克塞娜（Theoxena），安提戈涅後來嫁給伊庇魯斯國王的皮洛士。
在托勒密二世出生以前，他的同父異母兄長托勒密·克勞諾斯被認為是國家未來繼承人最有力人選，但隨著托勒密二世出生和貝勒尼基受寵，使得托勒密一世越來越偏愛托勒密二世，他的父親請了許多位當時希臘世界學術頂尖的大師來教導他，如菲勒塔斯、拉穆普薩庫斯的斯特拉托。當托勒密二世逐漸長大，王子之間的繼承權鬥爭越發越烈，朝臣們也分成兩派各自擁立人選，最終老托勒密策立托勒密二世為他的繼承人，導致失勢的歐律狄刻、托勒密·克勞諾斯等在前284年以後流亡海外。前284年3月28日，托勒密一世正式立托勒密二世為他的共治王，在當時的文獻中托勒密經常被提起為「國王托勒密，他是托勒密之子」，與他同名的父親區分。
與父王的共治期間直到托勒密一世於前282年4月至7月某刻去世為止，僅有科爾奈利烏斯·奈波斯認為托勒密二世謀殺了自己父親，其他古代歷史學家都認為托勒密一世是因年老關係自然死亡，大多數學者也多認為托勒密約在84高齡而過世。

## 統治期間

### 親姊弟婚

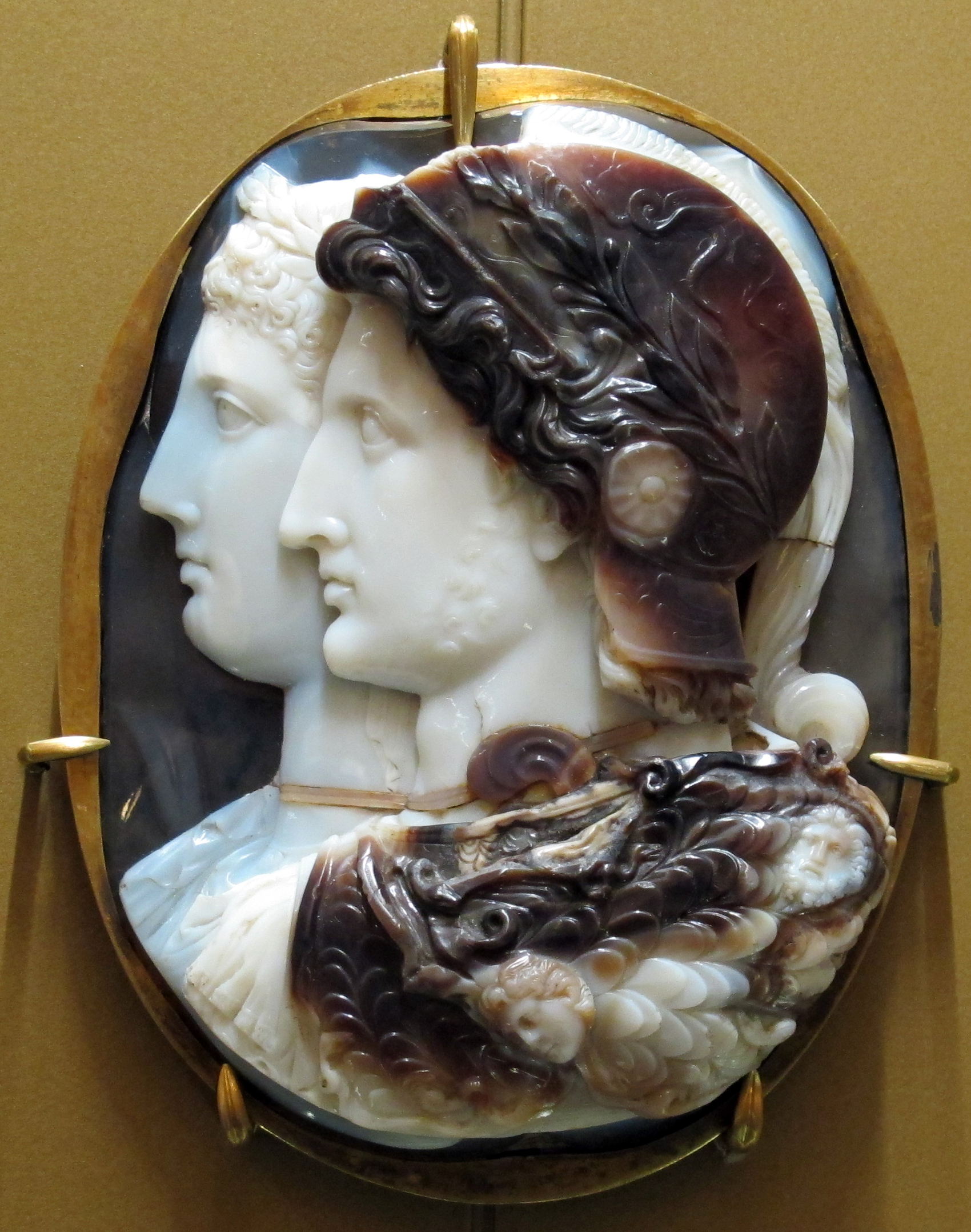
岡薩加浮雕(Gonzaga Cameo)上的托勒密二世和阿爾西諾伊二世，今收藏於聖彼得堡艾米塔吉博物館

托勒密二世就算開始了單獨統治，他與另一王室分支兄弟之間的王位之爭也未平息，可能是這個緣由托勒密二世在前281年殺了兩位同父異母的兄弟阿吉烏斯和一位不知名王子，他們很可能都是克勞諾斯同父同母的手足。克勞諾斯在逃離埃及後去了利西馬科斯處，當時利西馬科斯王國統治馬其頓、色雷斯和小亞細亞西部，克勞諾斯他為了爭取奪回埃及王位的機會，介入了利西馬科斯的繼承人之爭。利西馬科斯的繼承人之爭也是埃及歐律狄刻派和貝勒尼基派鬥爭的延續，利西馬科斯遲遲未立繼承人，他的長子阿加托克利斯娶了托勒密一世和歐律狄刻之女呂珊德拉，而利西馬科斯自己則娶了托勒密一世和貝勒尼基之女阿爾西諾伊二世。為了爭取埃及現在得勢的托勒密二世友好，利西馬科斯讓女兒阿爾西諾伊一世嫁給托勒密二世。最終利西馬科斯王國宮廷鬥爭的結果以阿爾西諾伊二世勝出，利西馬科斯在前281年下令處死阿加托克利斯，有意讓阿爾西諾伊二世之子托勒密繼承他的王位，
然而處死阿加托克利斯之舉並沒有獲得臣民支持，這導致一連串動亂與利西馬科斯王國覆滅。隨後的馬其頓王位爭奪中，阿爾西諾伊二世也落敗於托勒密·克勞諾斯，使托勒密·克勞諾斯成為馬其頓國王。大約在前279年之後某刻，阿爾西諾伊二世黯然從希臘回到埃及，差不多時間點托勒密二世以王后阿爾西諾伊一世試圖謀害自己为由，把她流放到國內的科普特斯（Coptos）去，學者Elizabeth Donnelly Carney認為這是托勒密二世主動執行，有意讓王后空缺出來，好讓自己姐姐上位。在前274/3年托勒密已經娶了自己同父同母的姊姊阿爾西諾伊，這結合震驚了當時的希臘世界，並視為亂倫。就算是古埃及社會，雖然古代法老也有近親結婚，但多是同父異母的結合，很少有同父同母之間的婚姻。當時著名詩人索塔德斯寫詩譏諷這對夫妻，他隨後就被下獄並被謀殺。而亦有宮廷詩人歌頌這對結合，如詩人忒奧克里托斯就把這段婚姻類比為宙斯和希拉，祂們也是姐弟婚。
很可能托勒密姊弟婚考量的其中一點是減少王族產生分支血脈，額外的分支血脈可能造成王族之間的內鬥，如托勒密一世或利西馬科斯的宮廷鬥爭。近親結婚也可以減少公主出嫁給其他家族而使國內產生貴族名門的機會，很可能這個緣由導致托勒密二世另一個姐姐弗蘿特菈終生不婚。加上古埃及法老是現世神，近親結婚不僅提高血統的神聖性和純潔性，亦可代表埃及神祇中歐西里斯和伊西斯兄妹婚的結合。無論如何，托勒密二世他們之間沒有誕下任何子嗣，但這種兄弟姊妹之間結婚傳統卻被後續的托勒密君主所施行。
托勒密二世原先與阿爾西諾伊一世生有三位小孩，其中包含未來繼位的托勒密三世，然而似乎他們的母親失勢後托勒密二世並沒有打算讓托勒密三世作為未來的繼承人 。前267年阿爾西諾伊二世逝世後，托勒密二世把某位托勒密立為共治王，現代的學者們稱這位共治王為「兒子托勒密」（Ptolemy "the Son"），一些學者認為托勒密二世可能收養了阿爾西諾伊二世與前夫利西馬科斯之子托勒密，作為他的繼承人兼共治王，但這還有很多學術爭議存在。無論如何，「兒子托勒密」在前259年因在小亞細亞謀反而失去王位，並在差不多時間點改由阿爾西諾伊一世之子托勒密三世立為共治王，並追繼為阿爾西諾伊二世之子。

### 奪取小亞細亞沿海與昔蘭尼加獨立

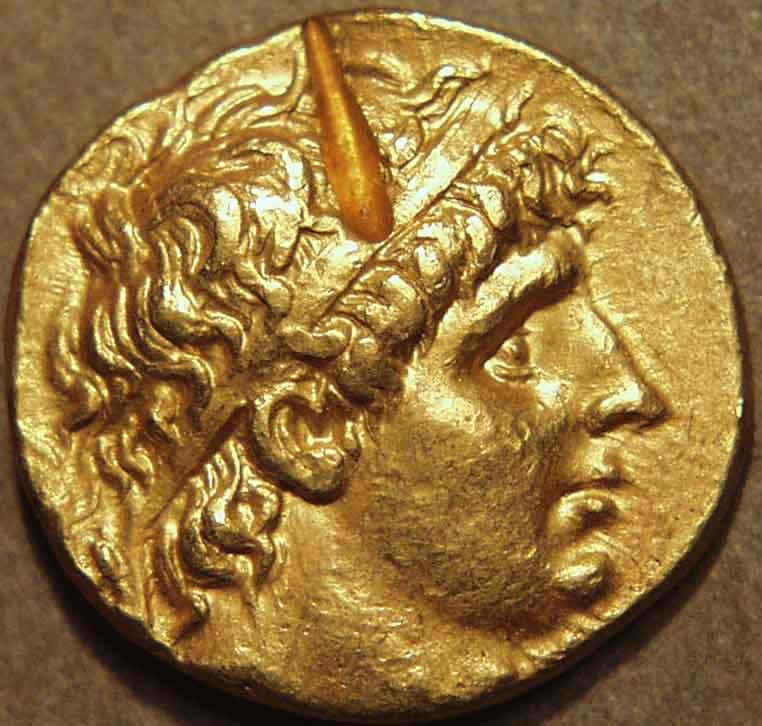
敵手安條克一世的錢幣

繼業者戰爭之時托勒密一世幫助好友塞琉古一世奪回他巴比倫尼亞的領地，雙方建立友好關係，但在前301年伊普蘇斯戰役後關係逐漸冷卻，主因雙方都宣稱敘利亞屬於自己的領土，實際上塞琉古帝國佔領北部，托勒密埃及佔領南部的柯里敘利亞，雙方以依魯得勒斯河（今Nahr al-Kabir al-Janoubi）為界。然而因為托勒密一世和塞琉古一世之間的友誼，雙方都沒撕破臉開戰。隨著兩位國王先後在前282年和前281年逝世，局勢開始變化。
因塞琉古一世在色雷斯突然死亡引發國內一些城市和小亞細亞動亂，導致繼承者安條克一世花費一些時間征服這些新地區，這場被現代學者們稱之為「敘利亞王位繼承戰爭」中，托勒密二世趁機侵犯塞琉古帝國小亞細亞沿海地區，擴張勢力。從碑文的記敘可推論托勒密二世在這段期間似乎奪取了薩摩斯島、米利都、卡里亞、呂基亞、龐非利亞以及可能含奇里乞亞一帶。安條克因為忙著對付殺父仇敵托勒密·克勞諾斯和小亞細亞的「北方聯盟」，在前279年與托勒密二世談和，承認失去這些領土，但很明顯安條克會重整大軍回頭再戰。
安條克首先與托勒密二世同母異父的兄長馬加斯交好，馬加斯在前300年前後被托勒密一世任命為昔蘭尼加總督，在托勒密一世死後他自立為昔蘭尼國王。前275年左右，安條克把女兒阿帕瑪嫁給馬加斯，雙方建立同盟，準備讓埃及兩面受敵。之後，馬加斯率軍入侵埃及，朝亞歷山卓進軍，但在半途中因為利比亞部族叛亂而回軍平亂。同時托勒密二世也無法追擊敵軍，因為自身的4,000名高盧傭兵也叛變，托勒密不得不率軍把他們逼退入尼羅河中的一座荒涼小島，迫使他們自相殘殺或餓死。在當時高盧人入侵希臘和小亞細亞，使當時的國王們或領袖們都以擊敗高盧人為榮，托勒密二世透過這場勝利宣揚自己的威望來與那些希臘領導人抗衡，他為此在第二屆「托勒密節」舉辦一場大型且盛大的慶典。

### 入侵努比亞
前275/274年左右，托勒密二世往努比亞地區擴張，他派遣一支軍隊入侵南方的庫施，並奪得一塊新領土。這長條區域落在尼羅河第一瀑布的賽伊尼（Syene）與第二瀑布的瓦迪哈勒法間，今日這塊區域已被納賽爾湖淹沒。因為努比亞人可能以此地為基地來襲擊埃及南部，托勒密埃及軍隊先入侵並攻佔了此地北部的領土，命名為多得卡斯科諾斯（Dodekaschoinos）意為12希臘河里（Schoinoi）之地，再往南入侵，取得特拉康塔斯科諾斯（Triakontaschoinos），意為30希臘河里之地 。托勒密公開慶祝這次遠征，並讓宮廷詩人忒奧克里托斯撰寫頌詞。他還在賽伊尼附近的菲萊伊西斯神廟裡刻立努比亞地區的詳細行政區名單，以彰顯自己的功業。除此之外，托勒密還征服瓦迪·阿拉奇（Wadi Allaqi）一帶，那裡有富藏黃金的礦場，托勒密二世在附近建立一個城市，名為貝勒尼基·班克律索斯（Berenice Panchrysos ）並建立大規模開採，也因為該區蘊藏大量的金礦，成為前3世紀托勒密埃及繁榮強盛的關鍵之一。

### 第一次敘利亞戰爭
大概是回擊塞琉古帝國安條克一世與馬加斯同盟，前274年托勒密派兵率先攻入塞琉古帝國境內的敘利亞地區，爆發第一次敘利亞戰爭。初期托勒密的軍隊節節勝利，但安條克發動反擊，於戰場上擊敗托勒密的軍隊，迫使他們撤退到埃及本土。因為埃及本土受到入侵威脅，托勒密二世和阿爾西諾伊二世於前274/273年冬季親自巡視埃及尼羅河三角洲的東部門戶，加強防線守備。然而塞琉古帝國並沒有發動入侵，他國內巴比倫尼亞爆發瘟疫和經濟危機，雙方沒有決定性勝負，最終於前271年雙方停戰談和，疆界回歸戰前狀況
。托勒密二世在國內宣稱這是一場大勝利，並讓忒奧克里托斯頌詞慶功，也讓埃及祭司豎立比東石碑（Pithom stele）以茲紀念

### 建立紅海殖民地
托勒密二世重新審視之前埃及從地中海通往紅海的水道規劃，前六世紀由大流士一世開挖的蘇伊士運河在這個時代已經淤塞，這條運河從布巴斯提斯附近的尼羅河起，途經比東（Pithom）、提姆湖（Lake Timsah）、大苦湖後直入蘇伊士灣。因此托勒密二世在前270/269年疏通並修復這條運河，並在比東石碑上記述這份功績。托勒密二世在運河於蘇伊士灣的出海口建立一座城市阿爾西諾伊。從這裡托勒密派出兩隊探索隊，分別探索紅海兩岸海岸線直至曼德海峽為止。托勒密埃及在紅海沿岸建立一連串270個大小港口，有些後來發展成重要的商業城市。
埃及海岸側的弗羅特拉、密俄斯·赫耳摩斯（Myos Hormos）和貝勒尼基·特羅格洛底提卡（Berenice Troglodytica）發展成重要的商路樞紐，它們是穿越埃及沙漠的陸上商路終點，也是通往印度洋海上商路（Indian Ocean trade）的起點，這條海上商路在之後三個世紀蓬勃發展。在更南方，可能是今日蘇丹港附近的托勒邁斯·泰隆（Ptolemais Theron），它是捕捉非洲象的重要基地，成年象可以捕殺來取走象牙，幼象則捕捉來訓練成戰象。
在紅海東岸，重要的據點有貝勒尼基和安奔隆（Ampelone），貝勒尼基即今日的亞喀巴，安奔隆則靠近今日的吉達。這些據點成為納巴泰人經營的香料商貿西線終點，與納巴泰人親密結盟的托勒密埃及也可以經由這管道獲利。

### 克里莫尼迪茲戰爭

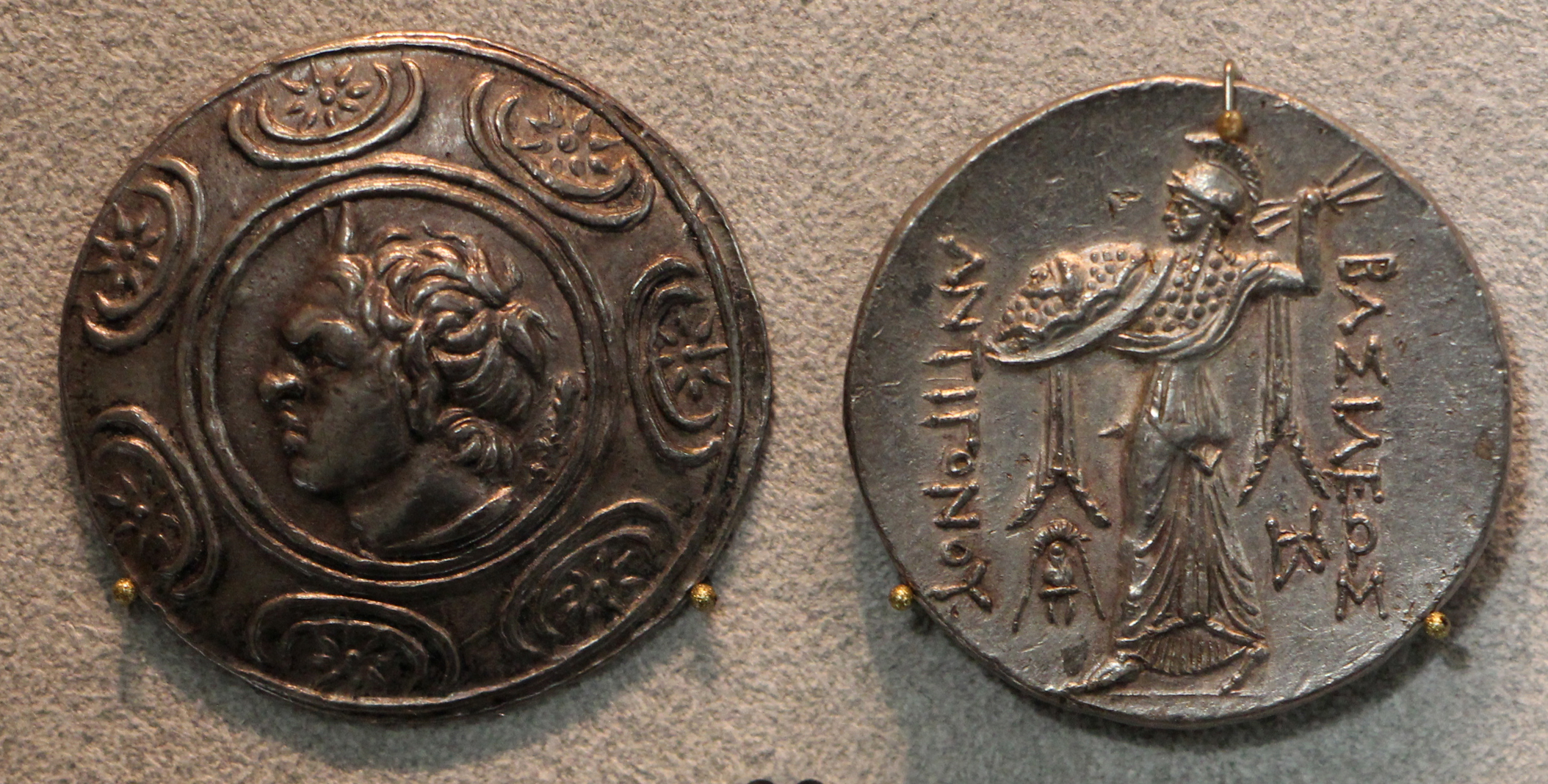
安提柯二世的錢幣

在整個托勒密二世的統治初期，埃及的海軍力量在東地中海已經是首屈一指，他至少有300艘戰船，還包含一艘「二十列槳」戰船、兩艘「十三列槳」戰船這樣等級的巨艦。托勒密的勢力範圍也從基克拉澤斯群島擴張到北愛琴海薩莫色雷斯島，甚至托勒密艦隊還曾進入黑海到博斯普魯斯王國進行訪問，並與獨立城邦拜占庭結盟。加上馬其頓之前長期的動亂和內戰，造成北愛琴海的權力真空，使托勒密可以盡情的採取干涉政策且不會受到什麼強力挑戰，這真空直到前272年安提柯二世牢牢穩固他的馬其頓王位為止。當安提柯把它的力量深入希臘本土之刻，托勒密二世和阿爾西諾伊二世以「希臘自由的捍衛者」為自己的立場來反對馬其頓的擴張，托勒密因此與希臘最有力量的兩個城邦雅典和斯巴達同盟。
雅典的政治家克里莫尼迪茲（Chremonides）在前269年與斯巴達進一步相互結成同盟。在前268年下半，克里莫尼迪茲帶領雅典向安提柯二世宣戰，托勒密的艦隊司令帕特羅克洛斯在前267年率領海軍駛向愛琴海，並在凱阿島建立海軍基地。從那裡帕特羅克洛斯於前266年駛向雅典所在的安提卡地區，他計畫與斯巴達軍隊來個前後夾擊安提柯所率的馬其頓軍，再把比雷埃夫斯和蘇尼翁（Sounion）的敵人給清除，來解除馬其頓對雅典人的攻勢。然而斯巴達軍隊無法有效突破敵人防線，阿萊烏斯一世的斯巴達軍被迫糧盡而退出阿提卡，這計畫最後失敗。在前265/264年，斯巴達國王阿萊烏斯一世再一度嘗試越過科林斯地峽去幫助被圍困的雅典人，然而這次安提柯二世集中自己的軍隊來親自對付他，雙方於科林斯戰役展開會戰，結果斯巴達戰敗，國王阿萊烏斯一世戰死。斯巴達戰敗極大削減反馬其頓陣營的力量，托勒密二世可能策動伊庇魯斯國王亞歷山大二世入侵馬其頓，來轉移安提柯的注意，但亞歷山大二世很快就被留守的安提柯二世之子德米特里所擊敗。小亞細亞沿岸可能是另外一個新戰場，當時托勒密二世的共治王「兒子托勒密」負責小亞細亞戰線，約前262年取得以弗所，可能也有列斯伏斯島，不過托勒密治下的米利都可能曾受到安提柯艦隊或部隊的威脅。
儘管已派帕特羅克洛斯和他的艦隊前去介入戰爭，但托勒密二世明顯猶豫著要不要全力投入希臘本土的紛爭上，很明顯地托勒密二世涉入戰爭的層級僅提供希臘城邦資金和艦隊支援為止，尤其是在戰爭後期的那幾年更是明顯。學者Gunther Hölb認為托勒密二世介入戰爭只是因為符合政治利益，他不派足夠的陸軍去希臘，導致帕特羅克洛斯只能進行干擾而不能阻止馬其頓的行動。學者O'Neil為此解釋，可能托勒密二世擔心一旦戰局失利就很難把部隊從遙遠的希臘安然地撤出，大軍傾巢而出也會引誘塞琉古帝國入侵埃及，所以他不敢升級戰爭層級。最後，長期被圍城的雅典人終在前261年前半向安提柯投降，克里莫尼迪茲和他的兄弟格老孔（Glaucon）因為領導雅典與馬其頓開戰，他們流亡到亞歷山卓，接受托勒密二世的庇護，成為臣屬。這場戰爭就因為托勒密二世沒有認真想贏的決心而失敗，不僅是外交上的挫敗，還加深安提柯馬其頓對托勒密埃及的仇視。相對的，塞琉古帝國在克里莫尼迪茲戰爭中就暗助馬其頓，甚至給予戰象和加拉太傭兵等資源。

### 第二次敘利亞戰爭

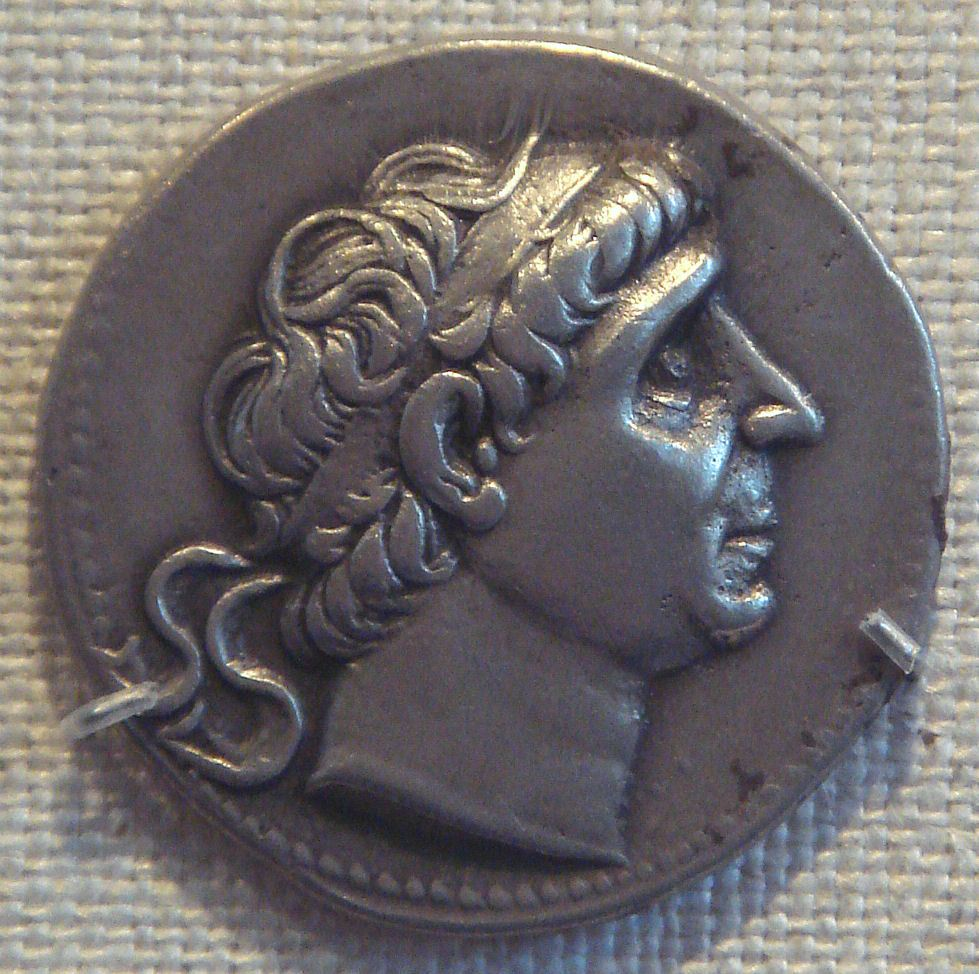
安條克二世的錢幣

托勒密二世的內部紛爭也浮上檯面，前259年他的共治王「兒子托勒密」在小亞細亞的伊奧尼亞發動叛變，提馬克斯也響應叛亂並成為米利都僭主，托勒密二世迅速剝奪「兒子托勒密」共治王的地位，很快就平定叛亂。在同時，塞琉古帝國安條克二世發動第二次敘利亞戰爭，緣由似乎是兩國都在爭奪小亞細亞沿岸的城市歸屬，尤其是米利都和以弗所。似乎也趁著「兒子托勒密」叛亂，趁著小亞細亞動亂之刻由安條克二世和羅德島發動戰爭。
這場戰爭過程非常不清楚，因為史料極度缺乏，不僅在事件時間先後、事件原因等斷定上在學者間都有不同的論述和爭議，沒有定論。
- 前259年到前255年某刻，托勒密海軍在克里莫尼迪茲領導下於以弗所海戰中被羅德島擊敗，而這段期間安條克二世奪取了托勒密埃及在伊奧尼亞的城市，包含了以弗所、米利都和薩摩斯島等。碑文顯示這些行動在前254/253年完成[51]。
- 托勒密二世親自率軍於前257年入侵敘利亞，不清楚入侵的經過與結果，但戰爭結束時托勒密埃及失去了奇里乞亞和龐非利亞，而敘利亞的國境線沒有太大變化[51]。
- 馬其頓安提柯二世參與戰事，可能在戰爭期間爆發科斯島戰役，大敗托勒密艦隊[51]

科斯島戰役因為史料的極度缺乏，準確時間點現在學術界尚未定論，甚至也不清楚海戰是在哪場戰爭打得，僅知道安提柯二世以少勝多擊敗托勒密不知何人率領的艦隊，因安提柯大肆慶祝而顯得這場戰役相當重要。一些學者如Hans Hauben認為戰役其實發生在克里莫尼迪茲戰爭期間，約在前262/261年發生，推測埃及艦隊司令應是帕特羅克洛斯。然而，一些學者認為這場戰役發生在第二次敘利亞戰爭期間，約在前255年左右。克里莫尼迪茲戰爭和科斯島戰役戰敗，被認為是托勒密埃及在愛琴海的制海權的衰弱開端，過去被托勒密埃及用來控制基克拉澤斯群島的島嶼聯盟（Nesiotic League）失去了一些島嶼，盡管這些挫敗並未終結托勒密埃及在愛琴海的勢力，相反地還持續控制一些海軍基地如凱阿島、邁薩納到前三世紀末，更甚者還有錫拉島、克里特島的伊塔諾斯，它們一直是托勒密海軍的基地直到前145年才失去控制。
前253年，托勒密簽訂了和約，他被迫割讓小亞細亞大量的土地給安條克二世，並且需把自己女兒貝勒尼基嫁給安條克。婚禮在前252年舉辦，大筆的戰爭賠款已嫁妝的形式交付給塞琉古帝國。

### 晚年和過世
當敘利亞戰爭剛結束，托勒密於前253年7月巡視孟菲斯 ，在那裡他把法尤姆莫里斯湖周圍排水後得到的大量土地，封給他的士兵們當獎勵作為軍戶的授田（kleros），並在那裡建立一個新的諾姆區，命名為「阿爾西諾伊」，以紀念於前270年逝世已久的妻子阿爾西諾伊二世。
托勒密於戰後再一次把重點放在愛琴海和希臘本土上，約在前250年間某處他的艦隊大破安提柯的艦隊。托勒密埃及持續向島嶼聯盟投資並控制該地，於前249年托勒密在提洛島建立該聯盟的「托勒密節」，儘管埃及對聯盟的控制力逐漸減弱。差不多同時，托勒密二世也向西庫昂的阿拉圖斯領導的亞該亞同盟提供金援，亞該亞同盟原本是伯羅奔尼撒半島西北邊小城邦們所組成的聯邦，歷經阿拉圖斯領導和埃及的金援，這個聯邦在接下來40年間幾乎統一整個伯羅奔尼撒，並且成長為一個對馬其頓有威脅的希臘主要勢力。
為了穩固西方防線，托勒密從前250年代後期就致力與昔蘭尼國王馬加斯親善和解，雙方同意托勒密二世的繼承人托勒密三世與馬加斯的獨生女貝勒尼基二世訂婚。當昔蘭尼國王馬加斯於前250年逝世後，其王后阿帕瑪拒絕遵守婚約，而把女兒嫁給馬其頓安提柯王族綽號「美男子」的德米特里 ，來到昔蘭尼加的德米特里在岳母阿帕瑪的幫助下成為昔蘭尼國王，但不久昔蘭尼人和貝勒尼基二世就暗殺了他。昔蘭尼陷入動盪，甚至兩位希臘共和派人物來到昔蘭尼企圖重組成共和邦聯，直到前246年貝勒尼基確實嫁給托勒密三世引進埃及的外力才安穩。
托勒密二世於前246年1月28日逝世，傳王位給兒子托勒密三世。

## 政策

### 統治者崇拜
托勒密一世建立了一套亞歷山大大帝的君主崇拜，是托勒密二世把它轉變成托勒密王朝的國家級崇拜。從一開始托勒密二世單獨執政時他就把父親托勒密一世給神靈化，隨後母親在270年代逝世後也神化，並以一對「救主神」（Theoi Soteres）身份來膜拜。在前272年左右，他把自己與姊姊兼王后的阿爾西諾伊二世提升至神靈地位，作為「姊弟神」（Theoi Adelphoi）崇拜。原本神格化的亞歷山大大帝會配有一位亞歷山大祭司，他的名字會成為當年的名年祭司（eponymous priest）作為官方文書上的紀年，隨著托勒密一世夫婦封神，之後的亞歷山大祭司稱號便成為「亞歷山大和救主神的祭司」，成為後來的名年祭司。托勒密二世把自己神格化後，名年祭司的稱號便在後面加入他的「姊弟神」頭銜，之後的托勒密國王和王后也都把自己封神的頭銜按著順序加到亞歷山大祭司稱號的後面，直到前二世紀晚期為止。在描繪托勒密二世的藝術作品中，經常伴隨著一些神靈的附屬物出現，如海克力斯的木棒，與亞歷山大大帝有關聯的大象頭套等。阿爾西諾伊二世被描繪成耳朵後面長著一雙小羊角，並持有一對豐裕之角。托勒密也幫他的一些親屬建立一套王族崇拜，在前270年左右阿爾西諾伊二世去世後，她得到被獨立分開祭祀殊榮，並要求在埃及每一個神殿都需要設置一尊阿爾西諾伊的雕像，作為每一個埃及神域主神祇旁邊的配祀神，這使她的信仰在托勒密埃及時期非常受到歡迎。另外，托勒密二世也為他另一個姐姐弗蘿特菈建立崇拜，甚至托勒密自己的情婦比莉絲提刻（Bilistiche）也有一個聖域，在那裡她被當作女神阿芙蘿黛蒂祭拜。
為了紀念自己的父親托勒密一世，二世在前279/278年於亞歷山卓舉辦了一場大型節慶「托勒密節」（Ptolemaia），並規劃為四年舉辦一次。托勒密二世在這場慶典展現他盛大的排場和眾多的財寶，呈現富饒的托勒密帝國。當代歷史學家羅德島的卡利克西努斯（Callixenus of Rhodes）描述了前270年間一場「托勒密節」的場景，至今他的記敘一部分被留存下來，透露出一個規模極其盛大的盛典。文中透漏，這場慶典包含著在一頂大帳篷舉辦的130人皇家餐會和一場大型運動競賽。慶典最高潮的部分是一場大遊行，由不同神明各自敬神的小遊行所串聯而成，首先開頭的是「啟明星之神」福斯福洛斯，接著就是象徵托勒密一世夫婦的兩位「救主神」，最後以「長庚星之神」赫斯珀洛斯作結尾。戴歐尼修斯的遊行就單獨有著數十台花車，每台由百多人來拉，其中包含約四公尺高的戴歐尼修斯的雕像，也有數個大型裝酒的麻袋和盛酒的雙耳攙和瓶（krater）為主題，有以神話故事或寓言故事的場景為主題，有的以一堆自動機械為主題，還有數百人裝扮為薩堤爾、西勒努斯、邁那得斯的樣子。遊行的隊伍中還有24台大象拉的雙輪車駛過，上頭載著各種動物，有獅子、花豹、黑豹、駱駝、羚羊、野驢、鴕鳥等，還有一頭熊、一頭長頸鹿和一頭犀牛，許多動物都是成對的，其中鴕鳥就有八對。正常的拉的雙輪車都由一頭大象拉動，但也有一台拉著2.1公尺高的黃金雕像雙輪車由四頭大象來拉。在遊行隊伍最後，是為數57,600名步兵和23,200名騎兵的大閱兵。這場遊行費用最多花到2,000銀塔蘭同給參加者。
儘管統治者崇拜主要中心是在亞歷山卓，但也透過帝國的疆域推廣到其他地區，如愛琴海當時受到托勒密埃及控制的島嶼聯盟（Nesiotic League），他們至少在前270年代就舉辦自己的「托勒密節」。祭司和「托勒密節」慶典也出現在賽普勒斯的拉帕索斯（Lapathus）、列斯伏斯島的米西姆納、錫拉島，另外呂基亞的利米拉（Limyra）可能也有。

### 法老思想和埃及宗教

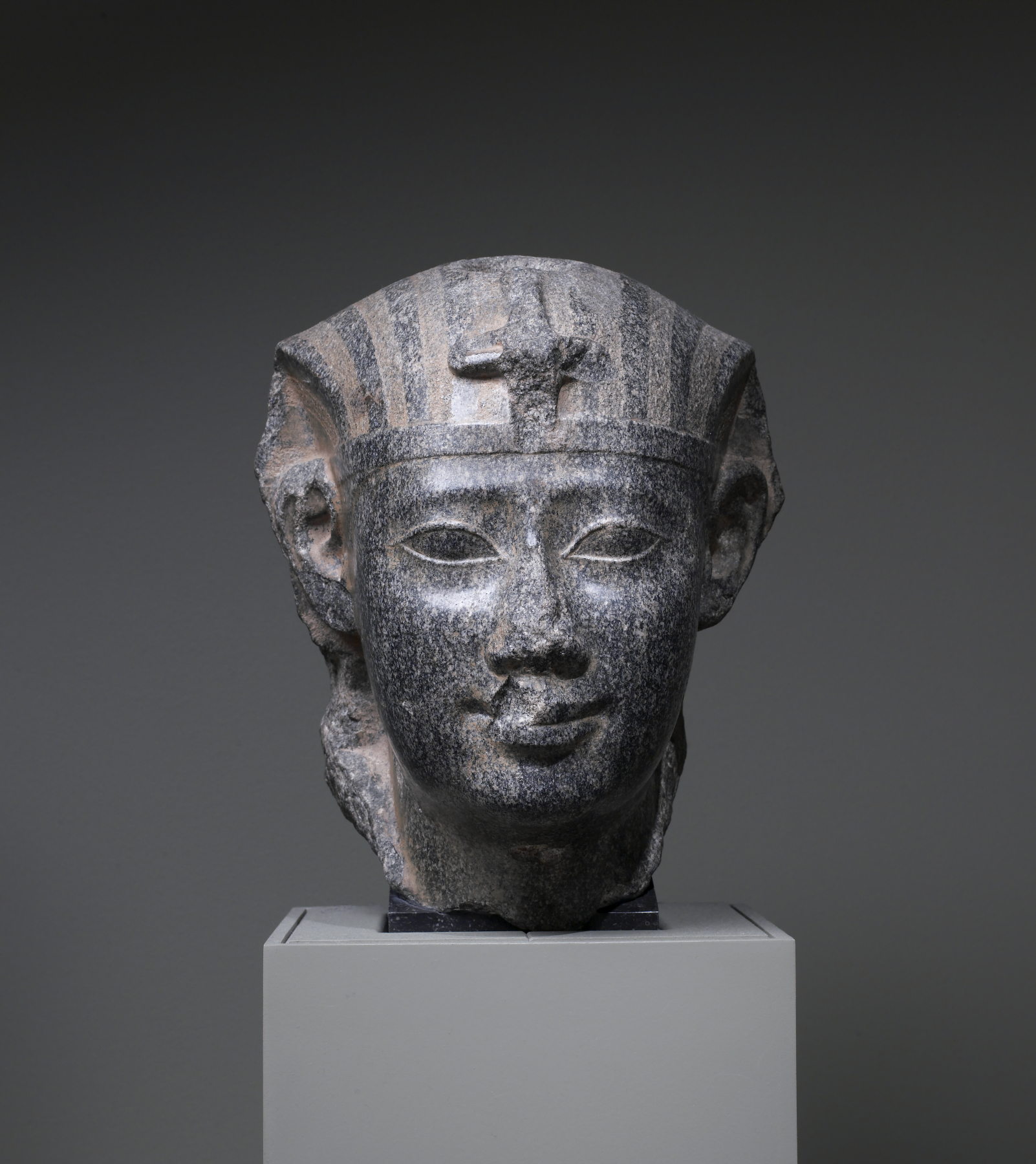
托勒密二世的花崗岩雕像，以古埃及藝術原則所雕成。今收藏於美國巴爾的摩沃特斯藝術博物館（Walters Art Museum）。

托勒密二世依循父親的前例，致力讓自己展現為傳統埃及法老的姿態，同時支持埃及的祭司上層階層。有兩份以聖書體刻著的石碑內文中，為托勒密二世的行為稱功頌德。其中大門德斯石碑（Great Mendes Stela）讚揚他繼位不久後就到門德斯（Mendes）出席崇敬公羊神巴奈布杰代特（Banebdjedet）的儀式。另一個比東石碑（Pithom stele）中，記敘他在前279年祭典當日祭拜比東的神廟。兩份碑文都以傳統法老德行來闡示他的功績，尤其是強調他從前274年塞琉古帝國的軍事行動後修復了宗教聖域，並用誇大的語句把早期埃及侵略者如西克索人、新亞述帝國、波斯的印象，影射在塞琉古帝國上。
作為他資助古埃及宗教和上層祭司的政策一部分，托勒密在埃及全境對神廟大舉興建。他命人興建了菲萊伊西斯神廟的核心建築，並把新征服的多得卡斯科諾斯（Dodekaschoinos）地區的稅收分配給神廟，儘管該神廟早在前六世紀就已存在，但直到托勒密二世大力資助下才轉變成為古埃及重要地點之一。
此外，托勒密還在其他地方開啟其他工程，從北至南如下:
- 塞本尼托斯（Sebennytos）之安赫（Anhur）-舒神廟的裝飾工程和拜赫貝特·埃爾·哈格（Behbeit El Hagar）的伊西斯神殿;[69][70]
- 塔尼斯的荷魯斯神廟;[71]
- 比東（Pithom）的阿爾西諾伊神廟;[72]
- 薩卡拉塞拉皮斯聖域的阿努比斯神殿;[69]
- 修復艾赫米姆的敏神殿;[73]
- 科普特斯的敏和伊西斯神殿;[69][74]
- 丹達臘神廟建築群（Dendera Temple complex）瑪米西廟（Mammisi）的擴建;[69]
- 底比斯卡奈克姆特神廟區（Precinct of Mut）北邊的塔門（pylon）和奧佩特（Opet）神廟的裝飾工程[69][75]。

### 行政和經濟
托勒密埃及國家行政上擁有複雜的官僚架構，其中大多數架構很可能是在托勒密一世時就已經發展成型了，但從紙草的證據來說則是托勒密二世之時才存有實證。在首都亞歷山卓的頂端階層中，有一小群高級官僚來自國王的夥友（philoi），他們有負責王家秘書處的「王家秘書長」（hypomnematographos）、負責外交的「通信大臣」（epistolographos）、負責起草詔書的文務大臣（ho epi ton prostagmaton）、高階將領、以及還有負責稅務和行省管理的「內務大臣」（dioiketes），內務大臣不只一個職位，其中托勒密二世期間最著名的內務大臣是阿波羅尼烏斯，現代發現他秘書卡諾思的芝諾留存之大筆文書，使現代學者們可以研究當時的托勒密埃及對鄉村的治理。
全埃及被分為39個行政區稱之為諾姆，基本上諾姆的名字和邊界大致上都是依隨舊有法老時代延續下來。在每一個諾姆內，設有三個長官: 行政首長諾姆長（Nomarch）負責農業生產、執事官（oikonomos）負責財政、王家文書官（basilikos grammateus）負責土地量測和記錄歸檔。這三位官員地位平等並向內務大臣負責，且設計上讓這三者互相制衡以免官員在地方上培養勢力來威脅君主。每一個村落有一名村長（komarch）和一名村幹事（komogrammateus），他們分別向諾姆長和王家文書官負責。透過這個系統，國王可以透過這緊密機制下達命令直達全埃及最基層的3000多個村落之中。除此之外，每一個諾姆還設有自身的將軍（strategos），他們負責當地的部隊並且直接向國王負責。
行政體系一個關鍵目標就是從土地上榨取盡可能多的錢財，如此一來才能為王家所用，尤其是用在戰爭上，在托勒密二世時這體系運作得非常有效。從第二次敘利亞戰爭開始，托勒密埃及曾用一個特別的措施來增加效能和稅收，即今日被稱為稅收法莎草紙（Revenue Laws Papyrus），它就是前259年時發出的政令來提高稅收收益用的，同時這也是理解托勒密埃及的歲收系統如何運作的關鍵證據之一。莎草紙提到托勒密埃及建立一套對酒類、水果、蓖麻油包稅制的管理方法，私人可以事先繳交一大筆定額給國王來取得監管收稅權，成為包稅人，雖然包稅人要透過國家的稅吏來收取稅金，但稅金超過事前繳交定額的數量，其中差額就是包稅人的獲利。隨後在前258年發起國土總調查，全埃及都被清丈一遍，來對國內不同總類的土地、灌溉系統、水道、森林進行評級，並計算將來徵收時合適的稅金。另外，也致力於增加埃及的農耕土地，尤其是從法尤姆的莫里斯湖圍湖造田，取得大量土地，又在前253年把這些土地分給士兵作為祿田。卡諾思的芝諾所留存的莎草紙也紀錄了內務大臣阿波羅尼烏斯推廣經濟作物的試驗，其中特別是蓖麻油產能上成敗參半。除了這些著重於農業的措施外，托勒密二世也建立了大規模開採金礦，主要在努比亞的瓦迪·阿拉奇（Wadi Allaqi），以及東部沙漠的阿布·扎瓦（Abu Zawal）。

### 學術和文化
托勒密二世熱切提倡學術，他為亞歷山卓圖書館的擴建提供資金，也資助科學研究。詩人如卡利馬科斯、忒奧克里托斯、羅德島的阿波羅尼奧斯、波斯迪普斯都從托勒密二世那裏得到一筆薪津，而得以創作出希臘化時代詩歌中的大作，其中也包含歌頌托勒密王室的頌文。在托勒密二世贊助下的學者還有大數學家歐幾里得和天文學家阿里斯塔克斯。此外，他還委託埃及祭司曼涅托編寫《埃及史》（Aegyptiaca）一書，可能透過此書讓自己理解埃及文化。從託名之作阿里斯提亞書信流傳一個傳說，認為托勒密二世促使下把希伯來聖經翻譯成希臘文的七十士譯本。但現在認為七十士譯本內文有數個不符合時代的用詞而不被認為成書於托勒密二世時，譯本可能是亞歷山卓的猶太社群經過長時間而成，非短時間譯出。

### 與西地中海諸國關係
史料經常提到托勒密二世與敘拉古國王希倫二世有著特別友好的關係，有充足的證據顯示亞歷山卓和敘拉古兩地宮廷間有著互贈禮物和思想交換，希倫二世似乎在各項層面的王權表現上模仿他人，可能他的希倫法（Lex Hieronica）就是以托勒密埃及為樣本去模仿。托勒密宮廷中著名詩人忒奧克里托斯和著名學者阿基米德就來自西西里，最後他們都返回敘拉古。此外，有一款的托勒密式銅幣，今被稱之為「無Σ印記的加拉太盾」（Galatian shield without Sigma），這款錢幣的早期版本似乎是由托勒密王國的錢幣廠發行的，可能就在伊庇魯斯國王皮洛士在前276年從西西里撤軍開始。但之後的版本，基於它的樣式、幣胚形狀、模軸（die axes）、重量、發現地點都能證明它是西西里自行籌造的，可能之後這款錢幣被敘拉古本身的錢幣廠繼承，時間落在第一次布匿戰爭爆發時開始，即前271年發行到前265年。錢幣學證據顯示托勒密二世金援希倫二世，使希倫早期時能增強力量鞏固權位。
他的父親托勒密一世似乎至少一次有意與迦太基開戰，相比托勒密二世就與迦太基保持良好關係，其中一個理由是想威脅昔蘭尼國王馬加斯的後方，而迦太基則與昔蘭尼加於菲萊尼祭壇（Altars of Philaeni）有共同邊界。二世也是與羅馬共和國建立正式關係的埃及君主，在前273年埃及派遣一位大使出使羅馬城，建立友好條約（Amicitia）。隨著羅馬與迦太基的第一次布匿戰爭爆發，於前264年時埃及與這兩國的友誼受到考驗，當時迦太基要求托勒密二世金援等協助，但他冷漠地堅守中立立場，給予拒絕。

### 與印度關係
老普林尼記載托勒密曾經派遣一位大使戴歐尼修斯前去印度孔雀王朝首都巴連弗邑的宮廷，可能是阿育王在位期間。
|                         | （印度）也有多位其他希臘作家來過印度國王的宮廷並住過，如麥加斯梯尼，以及被托勒密派過去的戴歐尼修斯。他們的目標很清楚，都是為了在這些國家擴大力量和獲取廣大資源 |
| ——老普林尼 博物志第21章 | |

阿育王曾派遣佛教宣教官員到西方各國，而其中就有派遣到托勒密二世處去。
|                       | 然，「天愛（喜見王）」認為，皈依大法之勝利，此才是最上之勝利。「天愛（喜見王）」得此勝利，從此地到所有邊遠地區，乃至在遠達六百由旬的地方——統治那兒的臾那國王名叫安條耶伽（Amtiyaga），而安條耶伽之外，是托勒馬耶（Tulamaya，即托勒密）、安提基耶（Antekina）、馬卡（Maka）和亞歷基山大拉（Alikyashudala）四個國王的土地。......就算「天愛」之使臣未到之處，諸人聽聞他合乎大法的言行，合乎大法的條令和訓諭，他們尊循大法並且持續下去。 |
| ——阿育王詔書 石文Nb13 | |

## 婚姻和子嗣
托勒密二世與第一任王后利西馬科斯之女阿爾西諾伊一世的婚姻，期間約在前284年到約前281年，是托勒密二世合法子嗣的母親。
| 名字       | 圖片 | 出生年份            | 去世年份       | 備註                      |
| ---------- | ---- | ------------------- | -------------- | ------------------------- |
| 托勒密三世 |      | 約前285年-約前275年 | 前222年10/12月 | 在前246年繼承父親的王位   |
| 利西馬科斯 |      |                     | 前221年        |                           |
| 貝勒尼基   |      | 約前275年?          | 前246年9/10月  | 嫁給塞琉古帝國安條克二世. |

在托勒密二世於前270年代與阿爾西諾伊一世離婚後，他娶了利西馬科斯的遺孀，同時她也是自己的親姐姐阿爾西諾伊二世，時間至少在前273年以前。他們之間並沒有誕下任何子嗣，因此在前259年以後阿爾西諾伊一世的孩子被過繼到已經去世的阿爾西諾伊二世之下。
托勒密二世也有許多位情婦，就有一位情婦比莉絲提刻（Bilistiche）與他可能誕有一位私生子托勒密·安德洛馬克（Ptolemy Andromachou）。他其他被確認的情婦有斟酒人（cup-bearer）克蕾諾（Cleino）、有埃及美女狄黛米（Didyme）、有長笛家姆內希絲（Mnesis）和波特依娜（Pothine）、有女演員米爾蒂翁（Myrtion）、有斯特拉托妮可。可能是他情婦的有阿加托克勒亞、麥加克勒斯之女小喇叭演奏家艾格萊絲（Aglais）、有希俄斯豎琴家格勞刻（Glauce）、有交際花希佩。

## 引用
1. ↑  Clayton (2006) p. 208
2. ↑  John Hazel 《Who's Who in the Greek World》 第205頁
3. ↑  Samuel Sharpe 《The History of Egypt: From the Earliest Times Till the Conquest by the Arabs, A.D. 640》 第258頁
4. ↑  John Pentland Mahaffy 《Alexander's Empire》 第132頁
5. ↑  Clayman, Dee L. . Oxford University Press. 2014: 65. ISBN 9780195370881.
6. 1 2  .   [2019-11-06]. （原始内容存档于2016-03-17）.
7. ↑  Ogden, Daniel. . London: Gerald Duckworth & Co. Ltd. 1999: 150. ISBN 07156 29301.
8. ↑  Macurdy, Grace Harriet.  Reprint of 1932. Ares Publishers. 1985. ISBN 0-89005-542-4.
9. ↑  Konstantinos Spanoudakis. . Mnemosyne, Supplements, 229. Leiden: Brill. 2002: 29. ISBN 90-04-12428-4.
10. ↑  Hölbl 2001，第26頁
11. ↑  Hölbl 2001，第24–5頁
12. 1 2  Bennett, Chris. . Egyptian Royal Genealogy.   [2019-11-22]. （原始内容存档于2019-10-11）.
13. ↑  奈波斯 《名將傳》 XXI.3
14. ↑  查士丁 《〈腓利史〉概要》 16.2.
15. ↑  保薩尼亞斯 1.7.1
16. ↑  Bennett, Chris. . Egyptian Royal Genealogy.   [2019-11-22]. （原始内容存档于2019-10-11）.
17. 1 2  Hölbl 2001，第36頁
18. ↑  Hölbl 2001，第35頁
19. ↑  Elizabeth Donnelly Carney 2013,第69頁
20. ↑  阿特納奧斯 《智者之宴》 14.621a-b
21. 1 2  忒奧克里托斯 Idyll 17
22. ↑  Scholia on Theocritus 17.128; 保薩尼亞斯 1.7.3
23. 1 2  Bennett, Chris. . Egyptian Royal Genealogy.   [2019-11-22]. （原始内容存档于2019-02-05）.
24. ↑  Bennett, Chris. . Egyptian Royal Genealogy.   [2019-11-22]. （原始内容存档于2020-01-03）.
25. ↑  Hölbl 2001，第38頁
26. ↑  保薩尼亞斯 1.7.3
27. ↑  Hinds, Kathryn. . Marshall Cavendish. September 2009: 38  [2019-11-07]. ISBN 978-0-7614-4514-2. （原始内容存档于2021-03-02）.
28. ↑  保薩尼亞斯 1.7.2; 卡利馬科斯 Hymn 4.185-7, 與旁註（Scholia）
29. ↑  Hölbl 2001，第39頁
30. ↑  Mitchell, Stephen. . Erskine, Andrew  (编). . Oxford: Blackwell. 2003: 280–293.
31. ↑  阿伽撒爾基德斯 FGrH 86 F20; 西西里的狄奧多羅斯 Bibliotheca 1.37.5
32. ↑  忒奧克里托斯 Idyll 17.87
33. 1 2  Hölbl 2001，第55頁
34. ↑  狄奧多羅斯, Bibliotheca 3.12; 老普林尼 Natural History 6.170. Excavations of the city have been undertaken: Castiglioni, Alfredo; Castiglioni., Andrea; Negro, A. . Bulletin de la Sociéte française d'égyptologie. 1991, 121: 5–24.
35. ↑  Hölbl 2001，第40頁
36. 1 2  Hölbl 2001，第56頁
37. ↑  阿伽撒爾基德斯 F86; 斯特拉波 Geography 16.4.8; 老普林尼, Natural History 6.171
38. ↑  Hölbl 2001，第57頁
39. ↑  弗拉維奧·約瑟夫斯 Antiquities of the Jews 8.163-164
40. ↑  拜占庭的斯特凡诺斯（Stephanus） s.v. Ἄγκυρα; 拜占庭的戴歐尼修斯, On the Navigation of the Bosporus 2.34.
41. 1 2  Hölb 2001，第40–41頁
42. ↑  Byrne, Sean. . Attic Inscriptions Online.   [2019-11-22]. （原始内容存档于2020-01-11） （英语）.
43. ↑  Hauben 2013
44. ↑  O'Niel 2008，第74–76頁
45. ↑  O'Neil 2008，第81–82頁.
46. ↑  Hauben 2013，第61頁.
47. ↑  O'Neil 2008，第83–84頁.
48. ↑  Hölb 2001，第41頁
49. ↑  Hölbl 2001，第43–44頁
50. 1 2 3 4 5  Hölbl 2001，第44頁
51. ↑  O'Neil 2008，第84–85頁.
52. 1 2  Hauben 2013，第62頁.
53. ↑  Hölb 2001，第44頁
54. ↑  Hölb 2001，第42–43頁
55. ↑  波菲利（Porphyry） FGrH 260 F 43
56. ↑  Hölbl 2001，第61頁
57. ↑  阿里斯提亞書信（Letter of Aristeas） 180; 約瑟夫斯, Antiquities of the Jews 12.93
58. 1 2 3  Hölbl 2001，第44–46頁
59. ↑  查士丁 26.3.2
60. ↑  查士丁 26.3.3-6; 卡圖盧斯 66.25-28
61. 1 2 3  Bennett, Chris. . Egyptian Royal Genealogy.   [2019-11-22]. （原始内容存档于2020-01-02）.
62. 1 2  Holbl 2001，第94–98頁
63. ↑  普魯塔克 Moralia 753F
64. ↑  Callixenus FGrH 627 F2 = 阿特納奧斯, 智者之宴, 5.196a-203be; detailed studies in: Rice, E. E. . Oxford: Oxford University Press. 1983. and Hazzard, R. A. . University of Toronto Press. 2000: 60–81. ISBN 9780802043139.
65. ↑  Scullard, H.H The Elephant in the Greek and Roman World Thames and Hudson. 1974 pg 125 "At the head of an imposing array of animals (including...)"
66. ↑  Holbl 2001，第81 & 84頁
67. ↑  Holbl 2001，第86頁
68. 1 2 3 4 5  Holbl 2001，第86–87頁
69. ↑  Wilkinson, Richard H. . London: Thames & Hudson. 2000: 105. ISBN 9780500283967.
70. ↑  Wilkinson, Richard H. . London: Thames & Hudson. 2000: 113. ISBN 9780500283967.
71. ↑  Wilkinson, Richard H. . London: Thames & Hudson. 2000: 111. ISBN 9780500283967.
72. ↑  Wilkinson, Richard H. . London: Thames & Hudson. 2000: 142. ISBN 9780500283967.
73. ↑  Wilkinson, Richard H. . London: Thames & Hudson. 2000: 151–152. ISBN 9780500283967.
74. ↑  Wilkinson, Richard H. . London: Thames & Hudson. 2000: 164. ISBN 9780500283967.
75. 1 2  Hölbl 2001，第58–59頁
76. 1 2  Bagnall, Roger; Derow, Peter.  2. Malden, MA: Blackwell. 2004: 285–288.
77. 1 2 3  Hölbl 2001，第62–63頁
78. ↑  Hölbl 2001，第63–65頁
79. ↑  De Sensi Sestito, Giovanna. . Caccamo Caltabiano, Maria  (编). . Messina: Accademia peloritana dei pericolanti. 1995: 38–44 & 63–64.
80. ↑  Wolf, Daniel; Lorber, Catharine. . The Numismatic Chronicle. 2011, 171: 7–57.
81. 1 2  Holbl 2001，第54頁
82. ↑  哈利卡納蘇斯的戴歐尼修斯 Roman Antiquities 14.1; 李維 Periochae 14.
83. ↑  阿庇安 Sicelica 1
84. ↑  Mookerji 1988，第38頁.
85. ↑  .   [2019-11-23]. （原始内容存档于2013-07-28）.
86. ↑  林太 《印度的智慧:出生入世渾然一體的智慧》, 2011，第86頁,
87. ↑  CBETA 漢文大藏經 阿育王刻文 第1卷 （页面存档备份，存于）
88. ↑  Romilla Thapar  Aśoka and the Decline of the Mauryas, 1961 p,256
89. ↑  . Ancient Egypt Online.   [May 22, 2013]. （原始内容存档于2019-02-04）.
90. ↑  Bennett, Chris. . Egyptian Royal Genealogy.   [2019-11-22]. （原始内容存档于2019-02-05）.
91. ↑  Ptolemy Andromachou （页面存档备份，存于） by Chris Bennett